# جون كروفورد (سياسي)
جون كروفورد (بالإنجليزية: John Crawford)‏ هو سياسي كندي، ولد في 17 يونيو 1856 في المملكة المتحدة، وتوفي في 31 مايو 1928. حزبياً، نشط في الحزب الليبرالي الكندي. وقد انتخب عضو مجلس العموم الكندي.